# Кадария, Домника Ерастовна
Домника Ерастовна Кадария (1914 год —  дата и место смерти не известны) — колхозница, чаевод, звеньевая колхоза имени Берия Ахалсопельского сельсовета Зугдидского района Грузинской ССР.  Герой Социалистического Труда (1948).

## Биография
Родилась в 1912 (по другим данным, в 1914) году на территории Зугдидского уезда Кутаисской губернии, ныне — Зугдидского муниципалитета края Самегрело — Верхняя Сванетия Грузии. Грузинка.
Выйдя замуж за Партена Кадария, проживала с мужем в селении Ахалсопели, занимаясь сельским хозяйством. С образованием в 1930 году местной сельскохозяйственной артели, позже ставшей колхозом имени Берия, Домника Эрастовна вступила в неё и занималась выращиванием сортового зелёного чая.
Позже она возглавила звено чаеводов и трудилась на чайных плантациях зугдидского колхоза имени Берия, расположенных в Колхидской низменности причерноморья Западной Грузии, совместно со знатными чаеводами Т. А. Купуния и М. Б. Губеладзе, перенимая опыт ухода за чайным кустом без ежегодной вспашки, а только с рыхлением и новым способом сбора чайного листа — одновременно двумя руками.
Работала звеньевой на чайной плантации в колхозе имени Берия (позднее — имени Ленина) Зугдидского района. В 1947 году звено Домники Кадарии собрало в среднем по 10,1 тонн чайного листа с каждого гектара на участке площадью 2,4 гектара, при плане 3,5 тысячи килограмма.
Указом Президиума Верховного Совета СССР от 21 февраля 1948 года за получение в 1947 году высокого урожая сортового чайного листа Кадария Домнике Ерастовне присвоено звание Героя Социалистического Труда с вручением ордена Ленина и золотой медали «Серп и Молот».
Этим же указом высокого звания была удостоена и колхозный чаевод Бабуца Купуния, с которой Домника Кадария постоянно соревновалась, а также председатель колхоза Антимоз Михайлович Рогава за сбор высокого урожая кукурузы.
Д. Е. Кадария и Б. П. Купуния стали первыми чаеводами — Героями Социалистического Труда в зугдидском колхозе имени Берия (с 1953 года — имени Ленина), в котором позже ещё более 40 чаеводов были удостоены этого высокого звания.
В последующие годы Домника Кадария продолжала демонстрировать высокие показатели сбора зелёного чая, по итогам работы в 1948 и 1949 годах дважды награждалась орденами Ленина.
Звания Героя Социалистического Труда были удостоены её муж — Партен Михайлович (29.08.1949), родная дочь — Минадора (19.07.1950) и приёмная дочь — Валентина Срибнова (01.09.1951), все трое — чаеводы колхоза имени Берия.
Семья Героев (так её называли земляки в Зугдидском районе и средствах массовой информации) проживала в селении Ахалсопели. Дата кончины Д. Е. Кадария не установлена.

## Семья
Некоторые члены её семьи также были удостоены в различное время звания Героя Социалистического Труда: её муж Партен Кадария (1949), родная дочь Минадора Кадария (1950) и приёмная дочь Валентина Срибнова (1951).

## Награды
- Золотая медаль «Серп и Молот» (21.02.1948)[4]

- орден Ленина (21.02.1948)[5]
- орден Ленина (29.08.1949)
- орден Ленина (19.07.1950)
- Медаль «За трудовую доблесть»
- Медаль «В ознаменование 100-летия со дня рождения Владимира Ильича Ленина»
- Медаль «За доблестный труд в Великой Отечественной войне 1941—1945 гг.»
- Медаль «Ветеран труда»
- медали Выставки достижений народного хозяйства (ВДНХ)
- и другими